# 张颐 (哲学家)
張頤(1887年—1969年)，字真如，四川叙永人。学生有熊伟等。

## 生平
在清末加入同盟會，參加重慶光復，和川籍革命黨人謝持諸人有關係。民元被稽勳局錄取官費留美，1919年，获得密歇根大学哲学博士，同年进入牛津大学，1921年获得牛津大学博士学位；博士论文《黑格尔的伦理学说——其发展、意义与局限》。
1924年，借道歐洲回國，與當時在法國的留學生相識，並結識妻子李琦，並於1929年在上海結婚。回國後在國立北京大学哲学系任教，主讲西方哲学；在北京時與邱椿、聞一多、袁守和、鄧以蟄交好。後前往厦门大学任校長。1935年，返回故鄉四川大學任教，後任川大校長。國立武汉大学任教。1946年，抗戰結束，國立北京大学在北京復校，張頤也返回北大任教。